# 阿尔法与奥米伽
《阿尔法与奥米伽：寻找宇宙的始与终》（英語：Alpha & Omega: The Search for the Beginning and End of the Universe）是美国作家查尔斯·塞费创作的宇宙学書籍，2003年由維京出版社出版，是他的第二部科普作品。